# Fissistigma
Fissistigma es un género de plantas fanerógamas con 86 especies perteneciente a la familia de las anonáceas. Son nativas del sudeste de Asia y Australia.

## Descripción
Son plantas trepadoras, con pelos simples, generalmente pubescentes a tomentosas, a veces copiosamente. Su limbo presenta muchos nervios secundarios paralelos fuertes. Existen inflorescencias sobre todo de hojas opuestas o terminales, con menos frecuencia axilares o infra-axilares. De una a muchas cimas de flores y de formación, en glomérulos, o panículos ramificados. EL pedicelo a menudo presenta varias brácteas de la base a la mitad.  Con botones florales ovoides u oblongo-cónicos. Frutos monocarpos de cantidad variable, esféricos, ovoides u oblongos, de paredes gruesas, generalmente pubescentes a tomentosas. Se encuentra de 1 a 10 semillas por monocarpo, en una o dos series, suaves y brillantes.

## Taxonomía
El género fue descrito por William Griffith (botánico) y publicado en Notulae ad Plantas Asiaticas.
La especie tipo es: Fissistigma scandens Griff.

## Especies
| - Fissistigma acuminatissima Merr. - Fissistigma capitatum Merr. - Fissistigma cupreonitens Merr. et Chun - Fissistigma elmeri Merr. - Fissistigma longipes Merr. - Fissistigma maclurei Merr. - Fissistigma petelotii Merr. - Fissistigma sericeum A. C. Sm. |

- Lista completa de especies